# Die kleine Spinne spinnt und schweigt
Die kleine Spinne spinnt und schweigt (englischer Originaltitel: The Very Busy Spider) ist ein Kinderbuch des amerikanischen Kinderbuchautors und -illustrators Eric Carle. Es beschreibt den Tagesablauf einer Spinne, die ihr Spinnennetz spinnt und sich dabei nicht stören lässt. Das Buch erschien erstmals im Jahr 1984 auf Englisch und wurde danach in zahlreichen Auflagen, Aufmachungen und Übersetzungen verkauft.

## Aufmachung und Inhalt
Das Buch wurde als Tastbilderbuch aus dicker Pappe mit thermographischem Aufdruck produziert, bei dem das Spinnennetz etwas erhöht gegenüber der Seitenfläche und damit fühlbar ist. Mit wachsendem Netz nimmt diese Struktur zu.
Inhaltlich geht es in dem Buch um eine kleine Spinne, die an einem Morgen an einem Seidenfaden vom Wind getragen auf einem Zaunpfahl eines Bauernhofs landet und dort beginnt, ihr Netz zu spinnen. Nach und nach kommen die Tiere des Hofes an den Zaun und stellen der Spinne Fragen und wollen sie zu unterschiedlichen Aktivitäten einladen – doch die Antwort erfolgt immer nur mit dem Satz „Die kleine Spinne spinnt und schweigt.“ (im englischen Original: „The spider didn’t answer. She was very busy spinning her web.“) Das Netz nimmt zusehends Gestalt an, und als es fertig ist, fängt die Spinne mit seiner Hilfe eine Fliege, die bereits auf allen Seiten des Buches die jeweiligen Tiere umschwirrt. In der Nacht kommt eine Eule vorbei und fragt, wer dieses schöne Netz gesponnen hat – die Spinne antwortet auch ihr nicht, „sie schläft bereits“.
Die Übertragung des Textes von Viktor Carsten richtet sich weitgehend nach der englischsprachigen Vorlage, wobei vor allem der zentrale Satz „Die kleine Spinne spinnt und schweigt“ nicht direkt aus „The spider didn’t answer. She was very busy spinning her web.“ übersetzt wurde. An die deutsche Sprache angepasst wurden zudem einzelne Phrasen sowie die Tiergeräusche, so wurde etwa aus dem Oink! Oink! des Schweines im englischen Original in der deutschen Übersetzung ein Nöffnöff! Nöffnöff! und aus der Frage Want to jump on the rock? der Ziege in der englischen Version Springst du mit mir über Stock und Stein?.

## Rezeption

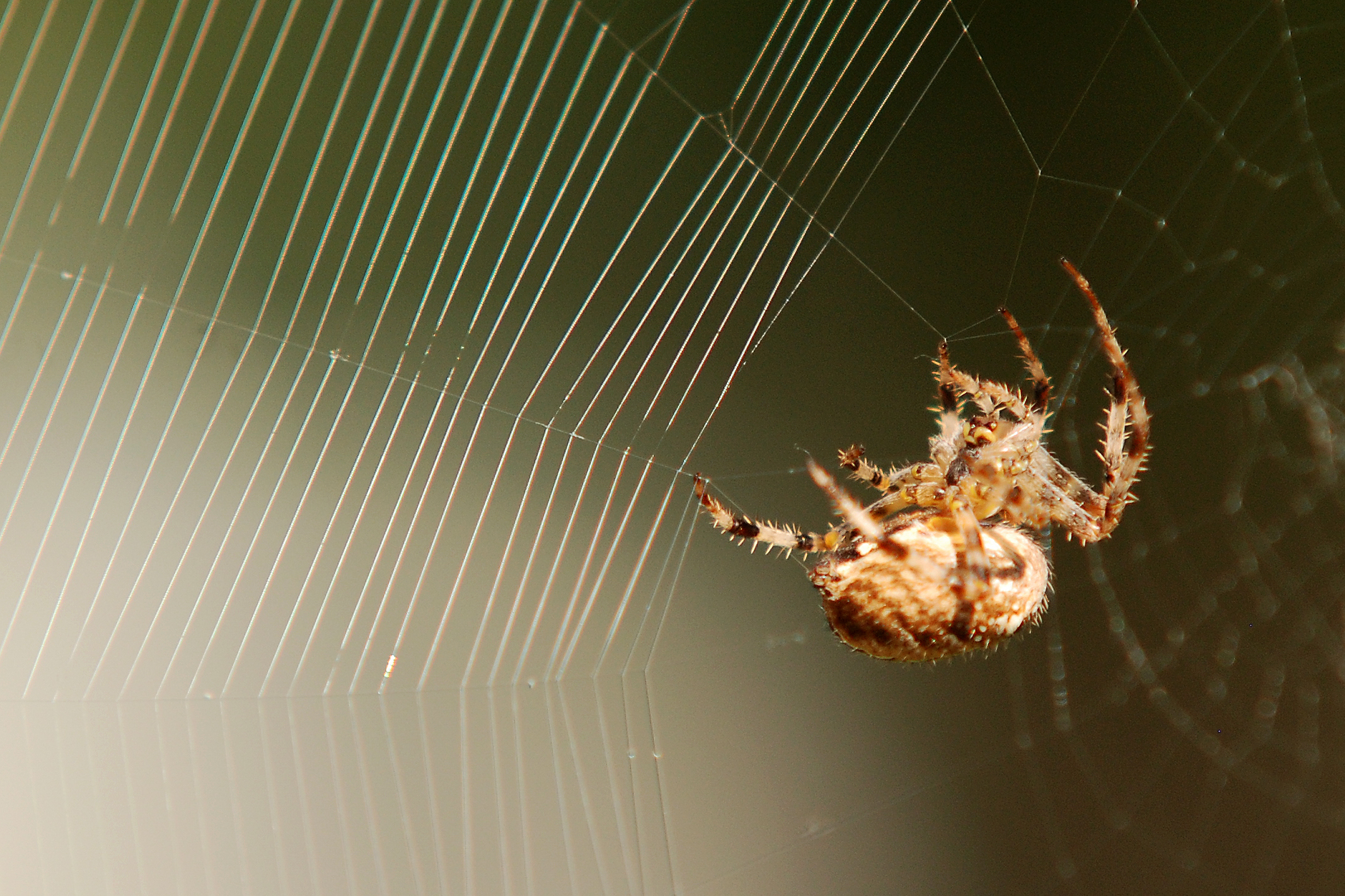
Eine Kreuzspinne beim Bau ihres Radnetzes

1995 erschien im The Boston Globe eine Rezension zu dem Buch von Eric Carle, das damals gerade in den Vereinigten Staaten als Pappbuch erschien. Die Autorin stellt das Buch als Klassiker vor und setzt die Geschichte in Bezug zu der Befriedigung, die man erlangt, wenn man an etwas arbeitet und es dann fertigstellt.
Auf die pädagogische Eignung von Carles Bilderbüchern, darunter die Insekten-Trilogie, zu der neben The Very Busy Spider auch The Very Hungry Caterpillar (Die kleine Raupe Nimmersatt, 1969) und The Very Quiet Cricket (Die kleine Grille singt ihr Lied, 1990) gehören, wurde mehrfach hingewiesen.
The Very Busy Spider wurde 1985 vom The Horn Book Magazine in die Horn Book Fanfare unter die besten Bilderbücher des Jahres aufgenommen.

## Ausgaben (Auswahl)
- The Very Busy Spider (englische Originalfassung, in zahlreichen Aufmachungen und Auflagen seit 1984).
  - Die kleine Spinne spinnt und schweigt. 1. Auflage. Gerstenberg Verlag, Hildesheim 1988, ISBN 978-3-8369-4150-1 (deutsche Fassung).
  - Die kleine Spinne spinnt und schweigt – Mein Malbuch. 1. Auflage. Gerstenberg Verlag, Hildesheim 2010, ISBN 978-3-8369-5337-5 (Malbuch).